# Kleine Walachei

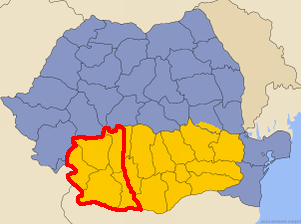
Die Kleine Walachei ist innerhalb der Walachei rot umrandet

Die Kleine Walachei (deutsch auch Oltenien, rumänisch Oltenia) ist eine historische Landschaft in Rumänien.
Zusammen mit der Großen Walachei (Muntenia) bildet sie die Walachei. Aus der Zeit der ungarischen Herrschaft (etwa 1090–1330 und nochmals 1419–1431) ist auch die Bezeichnung „Banat von Severin“ überliefert. Zwischen 1718 und 1739, vom Frieden von Passarowitz bis zum Frieden von Belgrad, gehörte sie zum Habsburgischen Reich. Gelegentlich wurde die Kleine Walachei als „Banat von Krajowa“, „Valachia Cis-Alutana“ oder „Valachia Caesarea“ benannt.
Die Landschaft wird im Osten vom Fluss Olt begrenzt, auf den die rumänische Bezeichnung der Region zurückgeht. Östlich des Flusses Olt liegt die Große Walachei. Im Süden und Westen reicht Oltenien bis an die Donau und im Norden bis an die Karpaten (nördlich davon liegt Siebenbürgen). Nordwestlich liegt das Banat.
Diese historische Region umfasst folgende rumänische Kreise:
- Dolj
- Gorj
- Mehedinți (der größte Teil, außer Orșova und die Gemeinden westlich davon)
- Vâlcea (der größte Teil, außer den Gemeinden die östlich des Flusses Olt liegen)
- Olt (nur die Hälfte des Kreises, die westlich des Flusses Olt liegt)
- Teleorman (nur die Gemeinde Islaz, die westlich des Flusses Olt liegt)

Die bedeutendsten Städte in der Kleinen Walachei sind Craiova (auch als dessen „Hauptstadt“ bezeichnet), Târgu Jiu, Drobeta Turnu Severin, Râmnicu Vâlcea, Caracal und Calafat.